# Meschullam ben Kalonymos
Meschullam ben Kalonymos war ein Rabbiner, Dezisor und Pajtan zum Ende des 10. Jahrhunderts. Er ist außerdem unter den Namen Meschullam der Große oder Meschullam von Rom bekannt.

## Leben
Meschullam entstammt dem bedeutenden Familienverband der Kalonymiden, die ursprünglich aus Lucca in Italien stammt und später in der Provence und in Deutschland, namentlich Mainz und Speyer ansässig wurde. Die Kalonymiden spielten über mehrere Generationen eine wichtige Rolle bei der Verbreitung der Wissenschaft und der zum liturgischen Gebrauch bestimmten Dichtung des Judentums im Heiligen Römischen Reich.
Durch seine Ansiedlung in Mainz brachte Meschullam sowohl die Gelehrsamkeit des italienischen Judentums an den Rhein, als auch Kontakte zu den Talmudinterpreten der jüdischen Akademien in Babylonien. Moses ben Kalonymos, oder Moses der Ältere, begründete den Familienstamm der Kalonymiden im Frühmittelalter, er lebte um 980. Ihm wird die Gründung der Mainzer Gemeinde zugeschrieben.
Meschullam wurde nicht nur durch seine Gedichte bekannt, sondern auch durch seine Bescheide zur Wirtschaftskultur unter den Handel treibenden Familien beziehungsweise Gemeinden. Diese Maarufja verbietet den Gemeinden einander nichtjüdische Kunden abzuwerben und zu ihnen Geschäftsbeziehungen aufzubauen und sichert damit ein exklusives Vertriebsrecht zu einem festgelegten Kunden zu. Meschullam hatte wahrscheinlich auch entscheidenden Einfluss auf die Entwicklung des aschkenasischen Gottesdienstes. 
Leopold Zunz datiert den Zeitpunkt des Todes Meschullams auf das Jahr 975. Es wird aber vermutet, dass Meschullam weitere 15 Jahre bis etwa 1000–1010 in Mainz verbrachte. Sein Grabstein aus dem Jahr 1020 ist mit Rabbana Mešullam ben Rabbana Rabbi Kalonymos beschriftet und der älteste identifizierte Grabstein auf dem Mainzer Judensand.
Sein Sohn war Rabbi Kalonymos ben Meschullam.